# Скоморохин, Константин Борисович
Константин Борисович Скоморохин (род. 20 апреля 1968) — российский государственный деятель, член Совета Федерации (2011—2016), глава города Ессентуки (2003—2011).

## Биография
С 1972 года с семьёй переезжает в Ессентуки, в 1985 году оканчивает среднюю школу № 4, и поступает в Самаркандское высшее военное автомобильное командное училище.
В 2003 году избран главой города Ессентуки, в 2008 году — избран повторно, набрав 91 %. Депутат Думы Ставропольского края.
С 2011 года член Совета Федерации от Думы Ставропольского края. Жена, Скоморохина Ирина Анатольевна. Дети: Скоморохина София Константиновна 1999 г.р. Скоморохин Борис Константинович 2016 г.р

## Награды
В 2005 году награждён медалью «За доблестный труд» III степени. В 2006 году за оказание помощи Ставропольской и Владикавказской епархии в праздновании пасхи награждён Орденом преподобного Сергия Радонежского III степени.